# Idrottens Affärer
Idrottens Affärer är en svensk nättidning med fokus på ekonomiska, politiska och andra icke-match/resultatorienterade nyheter inom idrotten.
Idrottens Affärer var ursprungligen en tryckt tidskrift som kom ut 1988-2000 under namnet Idrottens affärer - IA - sportens egen affärstidning. Svenska Dagbladet köpte därefter namnet och använde det på en sektion i SvD Näringsliv. 2001 köptes namnet loss från Svenska Dagbladet och användes för en nättidning.